# Massimiliano Larocca
Massimiliano Larocca (Firenze, 12 aprile 1976) è un cantautore italiano.

## Biografia
A metà anni novanta forma la sua prima band rock con la quale propone i suoi primi brani originali, mentre contemporaneamente nasce l'amore per la poesia e in particolare per l'opera di Dino Campana.
Nel 1998 propone alcune poesie musicate del poeta di Marradi alla presentazione nazionale del film Il più lungo giorno di Roberto Riviello, ispirato alla vita di Campana stesso.
Vince nel 1999 e nel 2000 il concorso nazionale di poesia Mecenate di Arezzo.
Dal 1999 collabora con la compagnia teatrale fiorentina "Chille de la Balanza" presso il Teatro Arena San Salvi. Nel 2001 pubblica un primo album autoprodotto, Massimiliano Larocca canta Dino Campana, registrato su un 4 piste, nel quale le poesie del poeta di Marradi diventano canzone.
Propone lo spettacolo teatrale-musicale Un mistero di sogni avverati sempre incentrato sull'opera di Dino Campana.
Nel 2004 entra in studio per registrare il suo primo vero album. Il disco viene prodotto assieme a Gianfilippo Boni e pubblicato l'anno successivo. Intitolato Il ritorno delle passioni è composto da 12 brani originali ispirati dalla tradizione del folk statunitense e dalla musica cantautorale italiana, l'album venne ben accolto dalla critica di settore.
Nel 2006 mette in scena l'opera teatrale/musicale Per un Dio possibile- Giordano Bruno tra eresia e furore con la regia di Francesco Chiantese, per la quale scrive un ciclo di canzoni inedite ispirate alle vicende e alle teorie del filosofo di Nola.
Nel 2008 pubblica il suo secondo disco La breve estate, dalle sonorità più rock ed elettriche, e vince il Premio Lunezia per il valore musicale e letterario dell'album.
Al disco collaborano gli americani Joel Guzman e Andrew Hardin e gli italiani Riccardo Tesi, Carlo Muratori e Lino Straulino.
Nello stesso anno viene realizzato dal regista Adamo Antonacci il documentario in DVD Dall'invisibile il passato sulla lavorazione del disco.
Nel 2009 forma la Barnetti Bros Band assieme a Massimo Bubola, Andrea Parodi e Jono Manson che registrano in Nuovo Messico  l'album Chupadero! pubblicato dalla Universal Music/Eccher nel gennaio 2010, e che vede la partecipazione di musicisti come Tom Russell e Terry Allen.
Il disco guadagna la copertina della rivista musicale italiana Buscadero.
Nel 2010 porta in scena con Chille de la Balanza lo spettacolo Dino Campana e Sibilla Aleramo.
Tra il 2011 ed il 2012 si concentra sulla scrittura di nuovi brani, proseguendo un'intensa attività live in tutta Italia.
Tra il 2008 e il 2012 è impegnato in numerose collaborazioni: la band folk toscana Apuamater registra il suo brano Anima Mundi nel disco "Un cavatore, un partigiano, un vagabondo, un marinaio" mentre la cantautrice Giulia Millanta incide una versione del suo brano inedito Mi chiamava Lulù per il disco "Dust and desire".
Partecipa come voce ospite ai dischi di numerosi artisti: Massimo Chiacchio, Del Sangre, Davide Geddo, Andrea Parodi, Marcello Parrilli, Valerio Billeri, Federico Braschi, Orchestra del Rumore Ordinato.
Nel 2012 cura, per conto di AICS Solidarietà Toscana, il progetto The Dreamers: laboratori musicali per ragazzi diversamente abili, chiamando a collaborare con sé Paolo Benvegnù, Riccardo Tesi ed Erriquez, leader della Bandabardò. Ai laboratori fa seguito l'incisione di un cd con 5 brani inediti nati dalla collaborazione creativa tra i 4 artisti e il gruppo dei ragazzi che viene presentato dal vivo a teatro in due occasioni con il cast al completo.
Ad aprile 2014 pubblica un nuovo album di inediti, Qualcuno stanotte, prodotto da Antonio Gramentieri e registrato con l'ausilio della band strumentale Sacri Cuori.
Il disco viene inserito nella lista delle candidature del Premio Tenco per la categoria miglior album dell'anno.
Ad aprile 2015 viene chiamato ad aprire la Notte Bianca di Firenze con un concerto nel carcere di Sollicciano, dove esegue integralmente dal vivo il disco Live at Folsom Prison di Johnny Cash, ancora con l'ausilio dei Sacri Cuori.
Sempre del 2015 è la seconda edizione di The Dreamers, che vede Larocca impegnato assieme a Nada, Cristina Donà, Cesare Basile e Antonio Gramentieri dei Sacri Cuori durante i laboratori musicali per ragazzi diversamente abili. Da questo lavoro viene pubblicato un album, con le canzoni inedite scritte dagli artisti con i ragazzi, che vengono poi presentate dal vivo il 20 maggio al teatro-cinema La Perla di Empoli e il 21 maggio 2015 al teatro Everest di Galluzzo alla presenza di tutti gli artisti.
Nel 2016 partecipa al disco di Nada L'amore devi seguirlo, nel quale arrangia e suona il brano La canzone dell'amore.
L'11 marzo 2016 è uscito il suo quinto album Un mistero di sogni avverati - Massimiliano Larocca canta Dino Campana nel quale porta a compimento il lavoro sulle liriche del poeta toscano iniziato 15 anni prima.
Il disco è prodotto ed arrangiato assieme a Riccardo Tesi e i Sacri Cuori e ha visto la partecipazione di Nada, Cesare Basile ed Hugo Race.
Un Mistero di sogni avverati ha ricevuto il Premio Lunezia Stil Novo 2016.
Inoltre è stato inserito nella lista finale delle candidature del Premio Tenco a miglior album dell'anno.
Nel 2017 la terza edizione di The Dreamers, stavolta in compagnia di Bobo Rondelli, Peppe Voltarelli, Enrico Gabrielli e Sebastiano De Gennaro.
A dicembre 2017 viene pubblicato Natale in Q, EP a carattere natalizio di 4 brani condiviso con le band fiorentine Mago Santo e NoN, al quale Larocca partecipa con il brano inedito Milano 2099: Natale Nucleare.
Il 18 ottobre 2019 viene pubblicato il nuovo album intitolato Exit | Enfer, prodotto artisticamente da Hugo Race e registrato con l'ausilio di Howe Gelb, Enrico Gabrielli e Don Antonio Gramentieri tra gli altri.
"Exit | Enfer" viene votato miglior album toscano dell'anno in un sondaggio tra addetti ai lavori indetto dal quotidiano La Repubblica.
Nel 2023 partecipa al disco di Dome La Muerte cantando il brano "When the night is over"; ad Ottobre pubblica il suo nuovo album Daimon, nuovamente sotto l'egida di Hugo Race.

## Discografia

### Album da solista
- 2001 - Massimiliano Larocca canta Dino Campana (autoprodotto)
- 2005 - Il ritorno delle passioni (Bandone/Venus)
- 2008 - La breve estate (Venus)
- 2014 - Qualcuno stanotte (Brutture Moderne/Audioglobe)
- 2016 - Un mistero di sogni avverati - Massimiliano Larocca canta Dino Campana (Brutture Moderne/Audioglobe)
- 2019 - Exit | Enfer (Santeria Records/Audioglobe)
- 2023 - Dáimōn (Santeria Records/La Chute Dischi/Audioglobe)

### Album in collaborazione
- 2010 - Chupadero! (Universal/Eccher) con la Barnetti Bros Band - Massimo Bubola, Jono Manson, Andrea Parodi
- 2012 - The Dreamers (AICS/Cesvot) con Riccardo Tesi, Paolo Benvegnù, Erriquez
- 2015 - The Dreamers Reloaded (AlterEgo/Cesvot) con Nada, Cristina Donà, Cesare Basile, Antonio Gramentieri
- 2017 - The Dreamers Evolution (AlterEgo/Cesvot) con Bobo Rondelli, Peppe Voltarelli, Enrico Gabrielli, Sebastiano De Gennaro
- 2017 - Natale in Q (Etichetta Nera) con Mago Santo e NoN

### Singoli
- 2005 - Nel nome della bella/Gli amori dei marinai (Mummy Records/Delta dischi)
- 2010 - Natale in città (solo in download digitale)

### Compilation
- 2008 - Duemila papaveri rossi, le canzoni di Fabrizio De André, con il brano Avventura a Durango
- 2010 - For You 2 - Tributo a Bruce Springsteen, con il brano Iceman
- 2010 - Natale nelle pievi vol.2, con il brano Natale in città
- 2012 - Liberfest - Canzoni per un lettore, con il brano La petite promenade du poète (testo di Dino Campana)